# Asplenium acrocarpum
Asplenium acrocarpum là một loài dương xỉ trong họ Aspleniaceae. Loài này được Hieron. mô tả khoa học đầu tiên năm 1919.
Danh pháp khoa học của loài này chưa được làm sáng tỏ. 